# Бізнес-план
Бі́знес-план (англ. Business plan) — це техніко-економічне обґрунтування діяльності підприємств у ринкових умовах, програма його діяльності; він характеризує модель підприємства в майбутньому. Він складається для діючого підприємства, нового виду діяльності або продукції, для нового підприємства. Він потрібен керівникові фірми, акціонерам, інвесторам. 

## Мета бізнес-планування
- визначення рівня життєздатності та стійкості підприємства;
- виявлення сильних та слабких сторін фірми;
- конкретизація стратегії розвитку через систему кількісних і якісних показників;
- забезпечення підтримки інвесторів та акціонерів;
- зниження ризиків підприємницької діяльності.

Бізнес-план розробляють для пошуку подальших резервів зменшення витрат і зростання доходів з метою забезпечення зростання прибутків підприємства.
Бізнес-план являє собою специфічний документ, що описує основні аспекти майбутньої діяльності підприємства з реалізації будь-якої інвестиційної програми або будь-якої бізнес-ідеї у принципі. При цьому при розробці бізнес-плану особлива увага повинна приділятися не тільки визначенню очікуваного обсягу прибутку від реалізації бізнес-ідеї, а й вивченню умов на ринку даних послуг, виявленню можливостей розширення обсягів їх реалізації у майбутньому, можливих джерел фінансування проєкту з урахуванням умов отримання кредиту та строків його погашення.

## Види бізнес-планів
- План, що повинний скласти кожен потенційний підприємець. У цьому документі міститься вся інформація про товар чи послугу, що збирається пропонувати нова компанія, ринковий потенціал, можливу конкуренцію (продукти-замінники), ресурси, необхідні для виробництва (персонал, приміщення, устаткування, матеріали, техніка тощо), необхідний капітал (інвестиції, операційні ресурси) і наявний капітал, потреби у фінансах («пасивний»/венчурний капітал, позики, гранти), заплановану оборотність засобів і результати діяльності за 3-5 років. Цей документ включає всю інформацію про те, як має розвиватися бізнес, і є абсолютно необхідним для контролю прогресу розвитку підприємства.

- Документ, який підготовлюється керівництвом компанії, що викуповується, (можливо укладається разом із професійними консультантами), у якому докладно характеризується минуле, дійсне і передбачуване майбутнє пропонованої до викупу компанії, з метою зміцнення її майбутнього фінансового стану. У бізнес-плані міститься ретельний аналіз керівництва компанії, її матеріальних, трудових, виробничих і фінансових ресурсів, а також дані про минулу діяльність компанії та її поточне положення на ринку. У бізнес-плані також представлені докладно складені форми звіту про прибутки і збитки, балансу і звіту про рух готівки за прогнозами на один-три роки вперед і робляться менш детальні прогнози на віддаленіші терміни. У документі повно і докладно викладаються ідеї ініціативної групи, що підготовляє викуп, її стратегія і поставлені задачі, відповідно до яких згодом проаналізують результати роботи компанії.

## Порядок складання бізнес-плану
Порядок складання бізнес-плану залежить від величини підприємства, характеру бізнесу, ринку, економічних, політичних факторів та іншого. Весь процес бізнес-планування включає такі етапи:
- Вивчення методології бізнес-планування на основі літературних джерел.
- Визначення цілей та головної мети — визнання акціонерів, одержання інвестицій, максималізація прибутку і тому подібне.
- Визначення цільових читачів бізнес-плану, що пов'язано з метою бізнес-плану. Це можуть бути інвестори, акціонери, банки, менеджери вищого рівня керівництва.
- Визначення структури бізнес-плану. Він може бути повним або скороченим — на рік чи два.
- Збирання даних для кожного розділу бізнес-плану. Найважливіше значення для успіху бізнесу має маркетинговий аналіз, вивчення ринку, потенційних споживачів, можливостей конкурентів, слабких та сильних сторін фірми і урахування цих факторів у бізнес-плані.
- Складання бізнес-плану. Це важливий етап, який дає кінцевий результат — бізнес-план. Вихідними є показники обсягів продаж товарної продукції, інвестицій. Практика показує, що бізнес-план має складатися фірмою самостійно або з допомогою консультантів. Написання бізнес-плану на замовлення, за дорученням має ряд недоліків.
- Читання, вивчення бізнес-плану. Як правило, бізнес-план надається для читання незацікавленим особам високої кваліфікації. В процесі може бути проведена незалежна експертиза та ділова критика.
- Усунення недоліків підвищить якість бізнес-плану.
- Дослідження ринку, план маркетингу, оцінка можливостей фірми щодо інвестицій, термінів початку виробництва, обсягів виробництва, фінансовий план, охорона середовища є обов'язковими складовими бізнес-плану.

## Будова бізнес-плану
Основні прийняті міжнародним суспільством методики написання бізнес-планів розроблені під егідою ЮНІДО (Організація об'єднаних націй з промислового розвитку).
Методики та стандарти бізнес планування мають такі організації як ЄБРР, СБРР, TACIS.
Міністерством економіки України в 2006-му році затверджені власні методичні рекомендації з розроблення бізнес-плану підприємств.

### Складові бізнес-плану за стандартом UNIDO
1. Резюме проєкту.
2. Опис галузі та компанії.
3. Опис послуг (товарів).
4. Аналіз ринку і маркетинг.
5. План виробництва або торговий план.
6. Організаційний план.
7. Фінансовий план.
8. Оцінка ефективності проєкту.
9. Ризики проєкту.
10. Додатки.

### Українські національні стандарти бізнес-планування інвестиційних проєктів
1. Титульний лист бізнес-плану (інвестиційного проєкту)
2. Меморандум про конфіденційність
3. Коротка анотація (резюме) бізнес-плану
4. Загальні положення
  1. Відомості про компанію
    - Загальна інформація (дата створення, організаційно-правова форма, місцезнаходження, контактні дані)
    - Інформація про власників та перших осіб компанії
    - Основні види діяльності
    - Характеристика продуктів і послуг
    - Основні поточні фінансові показники
    - SNW-аналіз компанії

  2. Інформація щодо проєкту
    - Сутність проєкту
    - Місце розташування проєкту
    - Соціальне, економічне, демографічне оточення
    - Перелік та опис продуктів / послуг
    - Основні маркетингові переваги
    - Загальна вартість проєкту (розмір капітальних витрат та необхідні обігові кошти)
    - Загальна потреба в залученні позикового фінансування
    - Основні показники ефективності проєкту
    - Основні ризики проєкту
    - Соціальний, екологічний та економічний ефект проєкту
    - Пропозиція інвесторові / кредитору (прийнятна вартість кредиту, розподіл часток, репатріація прибутку)
5. Маркетинговий план
  1. Галузеве оточення бізнесу
    - PEST-аналіз галузі
    - SWOT-аналіз галузі

  2. Характеристика продуктів / послуг
    - Аналіз ланцюжка створення вартості (Value Chain)
    - Матриця Boston Consulting Group (життєвий цикл продуктів та ціновий масштаб виробництва)

  3. Аналіз ринків збуту
    - Оцінка розміру ринку та можливих тенденцій його розвитку
    - Оцінка частки ринку та обсягу продажів
    - Сегментація ринку та визначення ніші продукту бізнесу

  4. Конкуренція та конкурентні переваги
    - Порівняльні характеристики конкурентних продуктів / послуг
    - Порівняльні характеристики фірм-конкурентів
    - Аналіз конкурентної ситуації на ринку
    - Обґрунтування основних складових маркетингової стратегії (маркетинг-мікс)
    - SWOT-аналіз продуктів / послуг

  5. Організація зовнішньоекономічної діяльності компанії
    - Організаційне забезпечення зовнішньоекономічних зв'язків
    - Економічне забезпечення зовнішньоекономічних зв'язків
    - Непрямі форми виходу на зовнішні ринки

  6. Стратегія плану маркетингу
  7. * Загальна стратегія маркетингу
    - Ціноутворення
    - Тактика реалізації продуктів / послуг
    - Політика після продажного обслуговування і надання гарантій
    - Реклама та просування товару на ринок

  8. План продажу
    - Факторний аналіз продажу
    - Тенденції сезонних змін цін
    - Тенденції сезонних змін обсягів продажів
    - Акційні зміни цін

  9. Витрати на маркетинг (обґрунтування)
    - Умовно постійні маркетингові витрати
    - Умовно змінні маркетингові витрати
6. Організаційний план та менеджмент
  - Організаційно-правова форма компанії
  - Штатний розклад
  - Організаційна структура
  - Біографії управлінського персоналу
  - Основні наявні партнери та пов'язані компанії
  - Інформація про радників, консультантів, менторів, проєктних та підрядних організацій, що беруть участь в організації проєкту
  - Правові аспекти організації проєкту
  - Основні вимоги до персоналу
  - Забезпечення найму, навчання адаптації персоналу
  - Обґрунтування фонду оплати праці (постійна і підрядна частина, система преміювання, інше)
  - Виплати оплати праці (помісячно до кінця розрахунків проєкту)
  - Надходження від продажу продуктів / послуг (помісячно до кінця розрахунків проєкту)
  - Умови реалізації продуктів / послуг (оплата за фактом, передоплата, відстрочення платежів)
  - Перелік сировини і комплектуючих, що відносяться на кінцеву продукцію
  - Умови оплати за сировину і комплектуючі (оплата за фактом, передоплата, відстрочення платежу)
  - Формування транспортної та складської логістики
  - Логістичні і тимчасові витрати, що відносяться на сировину і комплектуючі
  - Логістичні і тимчасові витрати, що відносяться на кінцеву продукцію
  - Запаси сировини і періодичність закупівель
  - Запаси готової продукції (в % від місячних обсягів продажу)
  - Система оподаткування проєкту
  - Податкові виплати (помісячно до кінця проєкту)
  - Постійні / адміністративні витрати (помісячно до кінця розрахунків проєкту)
7. Інвестиційний план
  - Календарний план освоєння всіх етапів проєкту до введення в експлуатацію
  - Календарний графік виплат по етапах проєкту (платежі за обладнання, будівництво, інш.).
  - Діаграма Ганта
  - Способи і терміни амортизації всіх створюваних капітальних активів проєкту
  - Відображення амортизаційних відрахувань в оподаткуванні проєкту
8. Виробничий план
  - Короткий опис виробництва
  - Опис виробничих циклів
  - Стратегія в забезпеченні сировиною і комплектуючими
  - Виробничий план
  - Державне та правове регулювання
  - Можливості поліпшення і доробки продукту
  - Розрахунок прямої собівартості окремо по кожному з продуктів
9. Фінансовий план
  - Потреба у фінансуванні (підбір суми кредиту (інвестиції) і графіка фінансування)
  - Виплати на погашення позик (виплати кредитного тіла)
  - Виплати на обслуговування позик (відсотки по кредитах)
  - Інші надходження грошових коштів, що беруть участь в проєкті
  - Інші виплати з проєктного бюджету
  - Звіт про прибутки і збитки (помісячно до кінця розрахунків проєкту)
  - Звіт про рух грошових коштів (помісячно до кінця розрахунків проєкту)
  - Звіт про баланс проєкту (помісячно до кінця розрахунків проєкту)
  - Точка беззбитковості проєкту
  - Розрахунок потреби в первинних оборотних коштах
  - Операційний важіль (відношення постійних витрат до змінних витрат)
  - Фінансовий важіль (відношення власного капіталу до позикового капіталу)

  1. Фінансові показники (помісячно до кінця розрахунків проєкту)
    - Коефіцієнт поточної ліквідності (CR),%
    - Коефіцієнт термінової ліквідності (QR),%
    - Чистий обіговий капітал (NWC)
    - Коефіцієнт обіговості запасів (ST)
    - Коефіцієнт обіговості дебіторської заборгованості (CP)
    - Коефіцієнт обіговості робочого капіталу (NCT)
    - Коефіцієнт обіговості основних засобів (FAT)
    - Коефіцієнт обіговості активів (TAT)
    - Сумарні зобов'язання до активів (TD / TA),%
    - Сумарні зобов'язання до власного капіталу (TD / EQ),%
    - Коефіцієнт покриття відсотків (TIE), раз
    - Коефіцієнт рентабельності валового прибутку (GPM),%
    - Коефіцієнт рентабельності операційного прибутку (OPM),%
    - Коефіцієнт рентабельності чистого прибутку (NPM),%
    - Рентабельність обігових активів (RCA),%
    - Рентабельність поза обігових активів (RFA),%
    - Рентабельність інвестицій (ROI),%
    - Рентабельність власного капіталу (ROE),%

  2. Оцінка загальної ефективності проєкту]]
    - Період окупності (PB)
    - Дисконтований період окупності (DPB)
    - Чиста поточна вартість (NPV)
    - Індекс прибутковості (PI)
    - Ставка внутрішньої прибутковості (IRR)
    - Модифікована внутрішня норма рентабельності (MIRR)
    - Тривалість (D)
10. Оцінка ризиків проєкту
  1. Аналіз чутливості по:
    - NPV
    - DPB (за потреби дисконтування)
    - PI
    - IRR
    - PB
    - ARR
    - MIRR

  2. Аналіз беззбитковості проєкту
  3. Статистичний аналіз проєкту (метод Монте-Карло)
11. Додатки до бізнес-плану
  - Фінансові звіти
  - Аудиторські висновки
  - Висновки фахівців з оцінки майна
  - Рекламні брошури фірми
  - Технічні опису продукту бізнесу
  - Резюме ключових керівників
  - Найважливіші угоди і контракти
  - Інформація про виробничий процес
  - Фотографії і малюнки товару
  - Звіти про дослідження ринку
  - Витяги з найважливіших законодавчих актів
12. Інформація про забезпечення проєкту